# クビワアカツクシガモ
クビワアカツクシガモ （首輪赤筑紫鴨、学名：Tadorna tadornoides）は、カモ目カモ科に分類される鳥類。

## 分布
オーストリア（固有種）、ニュージーランド

## 形態
特徴は写真参照。